# Adamciszki
Adamciszki (lit. Adomčiškės) − wieś na Litwie, w rejonie wileńskim, 2 km na południowy wschód od Duksztów, zamieszkana przez 30 ludzi. Przed II wojną światową w Polsce, w powiecie wileńsko-trockim województwa wileńskiego.